# 三國殺·幻
《三國殺·幻》是一部2018年中國奇幻動作片，改編自桌上纸牌游戏三国杀。該片由吕柯憬執導和編劇，鄭伊健、于榮光、謝天華和賈青主演。該片定於2018年11月9日在中國上映，正為遊戲的10周年紀念。

## 演員
- 鄭伊健 飾 罗文
- 于榮光 飾 乔恩
- 謝天華 飾 于轼
- 賈青 飾 王术
- 林曉峰 飾 曹晨
- 王铮 飾 呂龍
- 李成敏(克拉拉) 飾 蒋欣

## 製作
2016年10月12日，丰隆影业出品的《三國殺·幻》正式於杭州市西溪天堂開拍。

## 外部連結
- 豆瓣电影上《三國殺·幻》的資料 （简体中文）